# Alicja Szemplińska
Alicja Maria Szemplińska, née le 29 avril 2002 à Ciechanów en Pologne), plus connue sous le nom d' Alicja, est une chanteuse polonaise qui a remporté la saison 10 de The Voice of Poland en 2019. 
L'année suivante, elle a remporté le concours national de sélection de l'Eurovision en Pologne, Szansa na sukces avec sa chanson Empires, qu'elle aurait interprétée lors de la deuxième demi-finale du Concours Eurovision de la chanson 2020 à Rotterdam le 14 mai 2020. Il a été annoncé le 18 mars 2020 que l'Eurovision 2020 avait été annulée en raison de la pandémie de COVID-19. Alicja a répondu aux nouvelles en disant qu'elle aimerait représenter la Pologne au Concours Eurovision de la chanson 2021.

## Discographie

### Singles
- "Prawie my" (2019)
- "Empires" (2020)
- "Gdzieś" (2020)
- "Pusto" (2020)
- "Kolęda dla Nieobecnych" (2020)
- "Na Pamięć" (2020)